# Хосе Луис Куевас
 Тази статия е за мексиканския художник.  За архитекта вижте Хосе Луис Куевас (архитект).  
Хосе Луис Куевас (на испански: José Luis Cuevas) е мексикански художник.
Роден е на 26 февруари 1936 година в град Мексико в семейство от средната класа. От десетгодишен учи рисуване и започва да публикува илюстрации за книги и за периодичния печат, а през 1953 година прави първата си самостоятелна изложба. Той става водеща фигура в набиращото сила движение Поколение на скъсването, противопоставящо се на доминиращия по това време в мексиканското изкуство мурализъм.
Хосе Луис Куевас умира на 3 юли 2017 година в Мексико.